# 12-я бригада оперативного назначения Национальной гвардии Украины
12-я бригада оперативного назначения Национальной гвардии Украины имени Дмитрия Вишневецкого (12 БрОпН, в/ч 3057) (укр. 12-та бригада оперативного призначення імені Дмитра Вишневецького) — воинская часть Национальной гвардии Украины. Входит в состав Восточного оперативно-территориального объединения Национальной гвардии Украины. Место дислокации — г. Мариуполь Донецкой области. Участвовала в боях за Мариуполь во время вторжения России на Украину. В 2023 году бригада «Азов» заменила 12-ю бригаду, в состав которой ранее входил одноимённый полк.

## История
18 января 1990 г. в Мариуполе был сформирован 129-й специальный моторизованный батальон милиции Внутренних войск МВД СССР (в/ч 5509). 2 января 1992 г. на его базе был сформирован 10-й отдельный батальон Национальной гвардии Украины, который входил в 4-ю дивизию Национальной гвардии. В 1995 году батальон был передан в состав Внутренних войск МВД Украины и переименован в 17-й отдельный специальный моторизованный батальон (в/ч 3057).
В декабре 2014 года в/ч 3057 была переформирована в 18-й полк оперативного назначения Национальной гвардии Украины. В его состав вошли батальоны «Азов» и «Донбасс». В октябре 2019 года на базе 18-го полка оперативного назначения была развернута 12-я бригада оперативного назначения Национальной гвардии Украины.
В 2023 году командование отдельного отряда специального назначения «Азов» стало командованием 12-й бригады. Таким образом «Азов» заменил 12-ю бригаду, в состав которой ранее входил.  Весь личный состав был сохранён.

## Структура
В состав бригады входили:
- Отдельный отряд специального назначения «Азов»[5].
- 1-й патрульный батальон[6].
- специальная патрульная рота[7].
- стрелковая рота (резервная)[8].

## Командование
- полковник Крячко, Александр Иванович[укр.]
- полковник Шлега, Денис Алексеевич[9].